# Шестиозерский
Шестиозерский — поселок в Няндомском районе Архангельской области.

## География
Находится в юго-западной части Архангельской области на расстоянии приблизительно 14 км на север по прямой от административного центра района города Няндома у одноименной станции Северной железной дороги.

## История
Станция была открыта в 1932 году. С 1937 года строится поселок лесозаготовителей. В 1953 году поселок получил нынешнее название.

## Население
Численность населения: 492 человека (русские 94 %) в 2002 году, 362 в 2010.